# لا سل-سن-کلو
شهر لا سِل-سَن-کلو (به فرانسوی: La Celle-Saint-Cloud) در شهرستان ایولین در ناحیه ایل-دو-فرانس با جمعیت ۲۱٬۲۰۲ نفر در شمال مرکزی کشور فرانسه در حومه غربی پاریس واقع شده و فاصلهٔ آن تا مرکز این شهر ۱۵٫۶ کیلومتر (۹٫۷ مایل) است.